# 纤细卫矛
纤细卫矛（学名：Euonymus gracillimus）是卫矛科卫矛属的植物，是中国的特有植物。分布于中国大陆的海南、广东等地，见于山脚密林中，目前尚未由人工引种栽培。